# آل الجميل

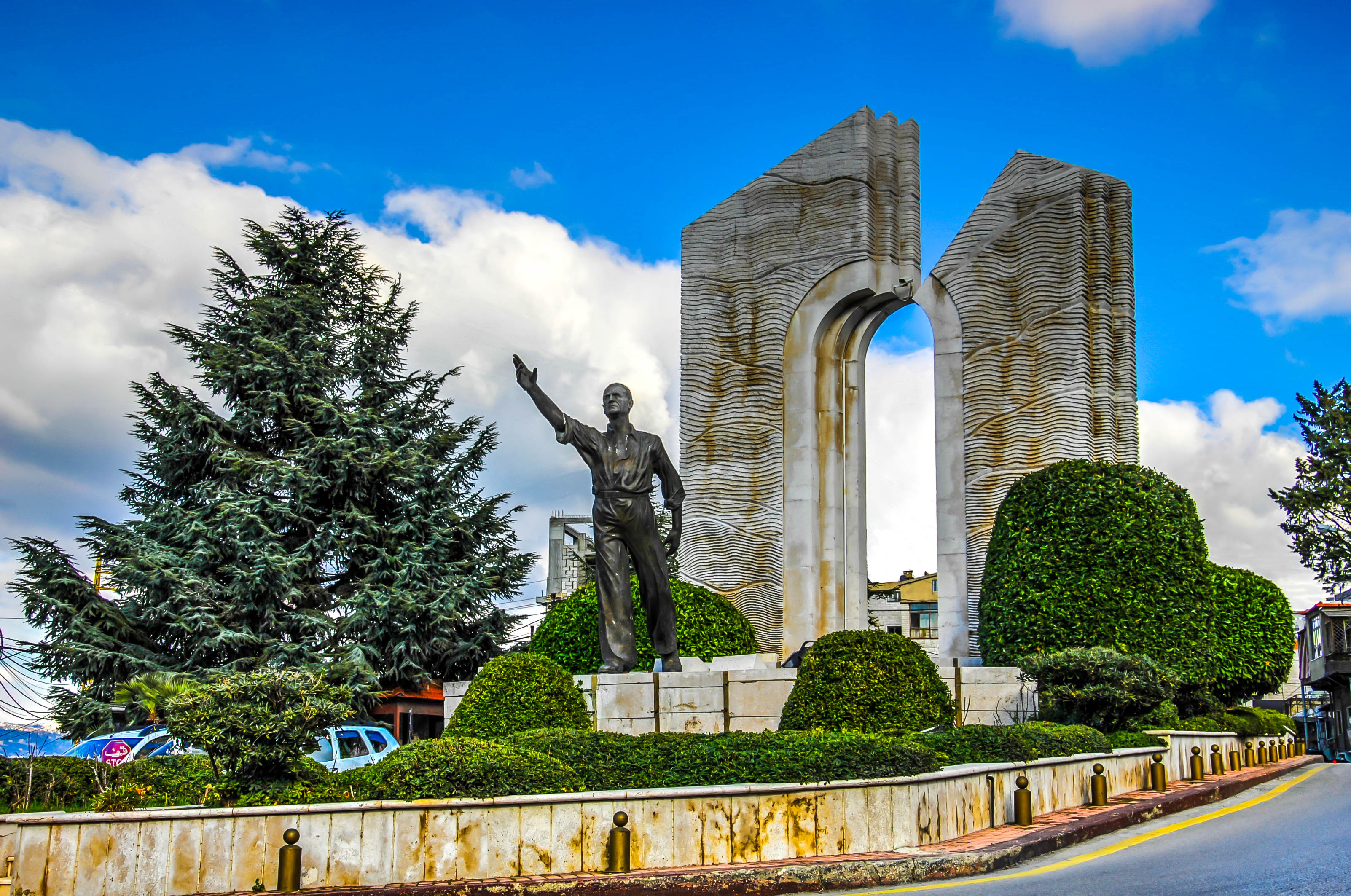

الجميل هو اسم عائلة لبنانية مارونية مقرها في بكفيا في لبنان.
الأعضاء البارزين هم: 
عمار عمك 
- فيليب الجميل، البطريرك الماروني من العام 1795 إلى 1796
- بيار الجميل (1905–1984)، زعيم سياسي لبناني ومؤسس حزب الكتائب.
- جينيفيف الجميل (1908–2003) شخصية سياسية لبنانية ورائدة وفنانة
- موريس الجميل (1910–1970)، عضو في البرلمان، صهر بيار الجميل.
- أمين الجميل (مواليد 1942)، رئيس لبنان من العام 1982 إلى 1988، ابن بيار الجميل.
- جويس الجميل سيدة لبنان الأولى السابقة، زوجة أمين الجميل.
- بيار أمين الجميل (1972–2006)، سياسي لبناني، ابن أمين الجميل.
- سامي الجميل (مواليد 1980)، سياسي لبناني، ابن أمين الجميل وشقيق بيار أمين الجميل.
- بشير الجميل (1947–1982)، ابن بيار الجميل وقائد عسكري وسياسي ورئيس منتخب لبناني.
- صولانج الجميل (من مواليد 1949)، سيدة لبنان الأولى السابقة، أرملة الرئيس اللبناني المنتخب السابق بشير الجميل وعضوةٌ في البرلمان من العام 2005 إلى 2009.
- نديم الجميل (مواليد 1982)، سياسي لبناني، ابن بشير الجميل.